# The Leeds Studios
Studio Leeds là một tổ hợp của các phòng thu truyền hình ở khu vực Burley của Leeds, Tây Yorkshire. Chúng được sử 

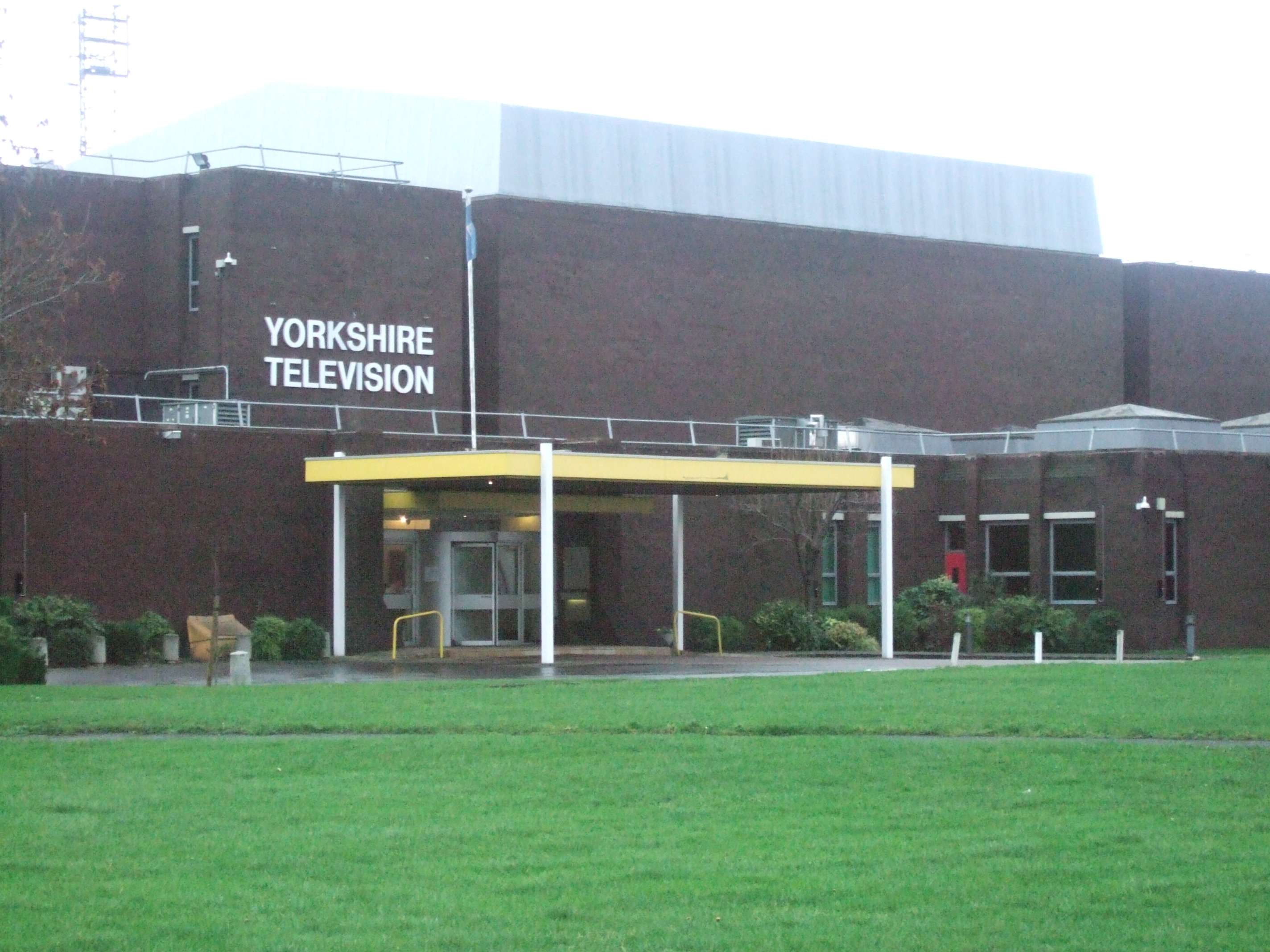
The Leeds Studios

dụng làm trụ sở chính của Yorkshire Television và cũng cho các mục đích khác của ITV. Cho đến năm 2009, khi chuyển đến The Manchester Studios, Countdown đã được quay ở đây bởi Yorkshire Television cho kênh 4.

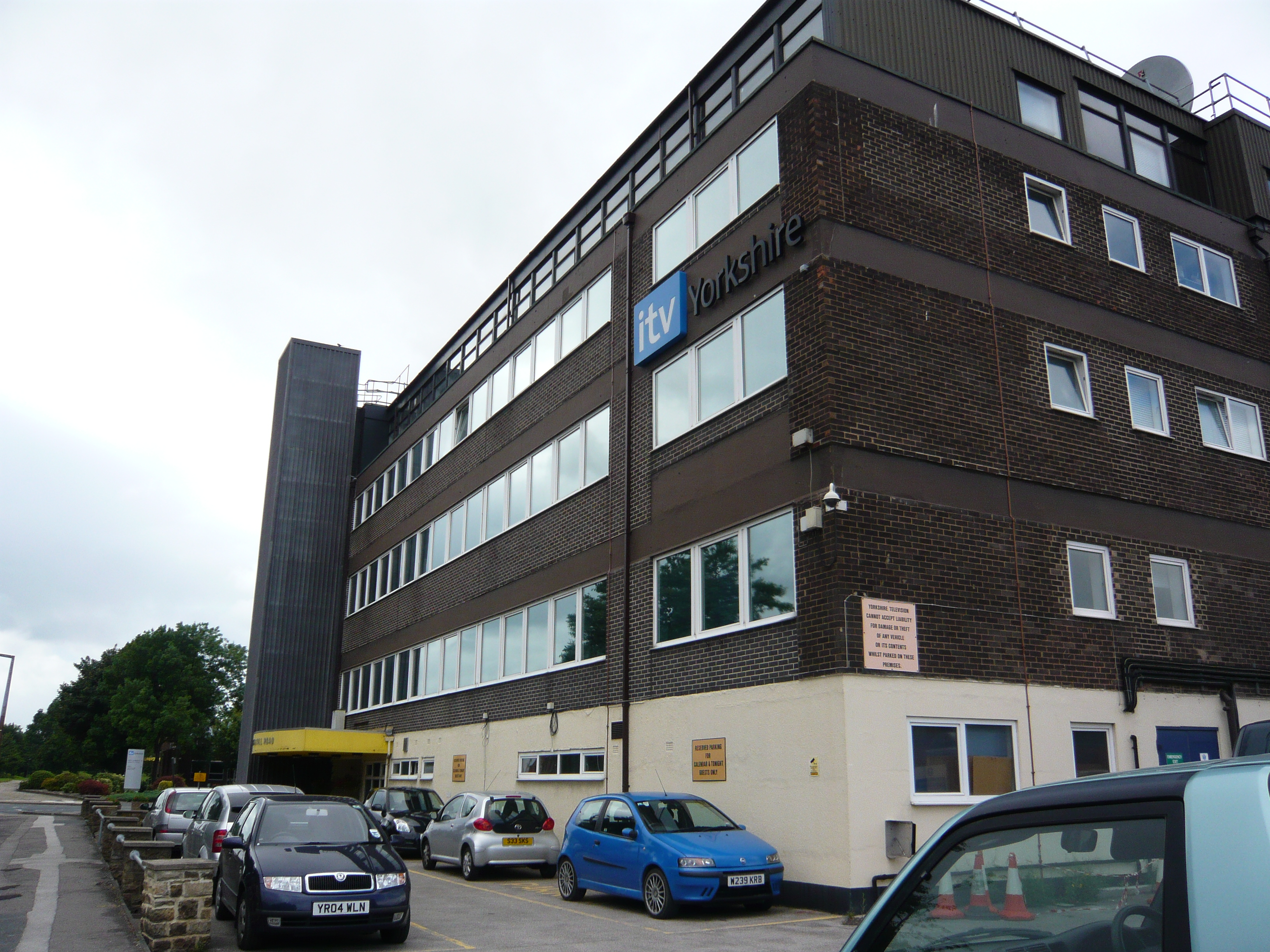
Xây dựng Lịch
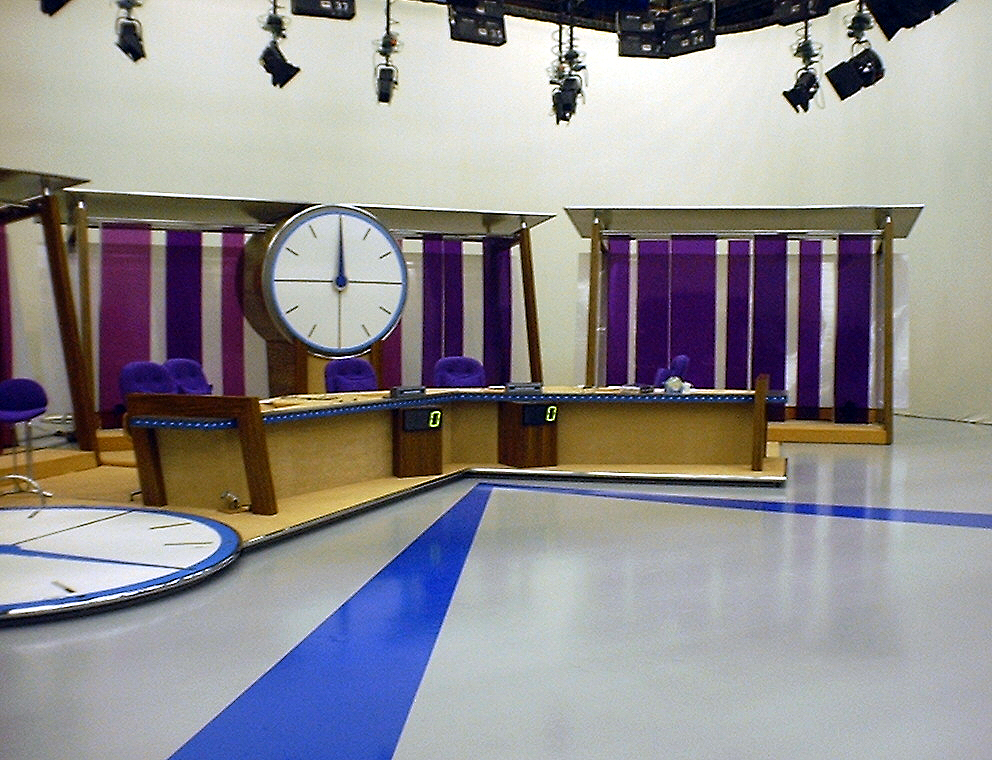
Bộ đếm ngược
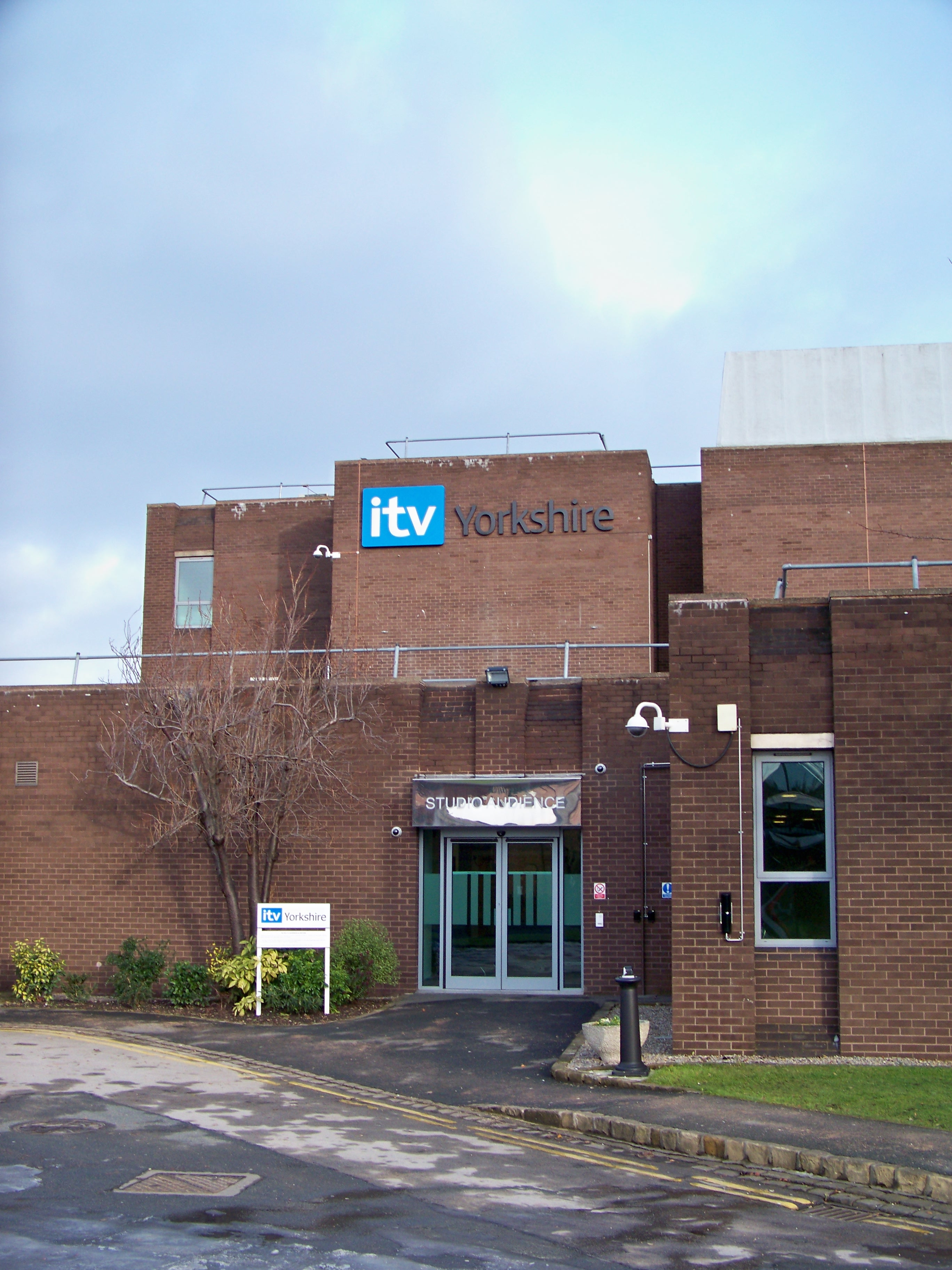
Lối vào của khán giả Studio
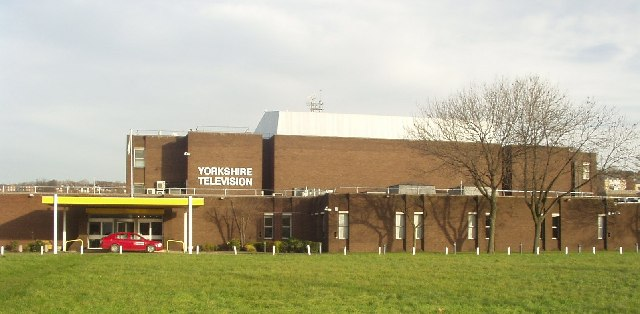
Tòa nhà chính